# Menchet-Fest
Das Menchet-Fest ist seit dem Alten Reich unter Niuserre belegt. Es steht in direkter Verbindung zum Fest Chenep-scha.

## Hintergrund

### Altes Reich
Das Menchet-Fest fand am dritten Tag nach Neumond im Anschluss an das Fest Chenep-scha statt und symbolisierte das Bekleiden des Mondes.

### 12. Dynastie
Zu Ehren des vergöttlichten Sesostris II. wurde in der 12. Dynastie unter Sesostris III. auch die Bezeichnung Bekleidung von Sesostris II. nach dem Tag des Sandholens des Anubis auf seinem Berge in der Pyramidenstadt von Sesostris II., des Seligen geführt. 
Die Sesostris-II.-Pyramide von Al-Lahun galt mit ihrem Standort als traditionelle Zuweisung zum „Berg des Anubis“. In den Ludwig Borchardt vorliegenden Papyri ist der Festtermin für zwei Jahre angegeben; der 27. Achet II sowie für das Folgejahr der 17. Achet II. Zwischenzeitlich konnten die Datierungen dem 36. und 37. Regierungsjahr des Amenemhet III. zugeordnet werden.
Der gleichnamige Monat Menchet hatte jedoch keinen direkten Bezug zu diesem Fest, da er nach der Gottheit Menchet benannt war, die für das Einkleiden der Götter an ihrem Geburtstag zuständig war.